# Шляхівська сільська рада (Балтський район)
Шляхі́вська сільська́ ра́да — колишня адміністративно-територіальна одиниця та орган місцевого самоврядування в Балтському районі Одеської області. Адміністративний центр — село Шляхове.

## Загальні відомості
- Територія ради: 80,72 км²
- Населення ради: 1 306 осіб (станом на 2001 рік)
- Територією ради протікає річка Смолянка

## Населені пункти
Сільській раді підпорядковані населені пункти:
- с. Шляхове
- с. Кринички
- с. Ракулове
- с. Шумилове

## Населення
Згідно з переписом 1989 року населення сільської ради становило 1633 особи, з яких 645 чоловіків та 988 жінок.
За переписом населення 2001 року в сільській раді мешкало 1305 осіб.

### Мова
Розподіл населення за рідною мовою за даними перепису 2001 року:
| Мова       | Відсоток |
| ---------- | -------- |
| українська | 96,55 %  |
| російська  | 1,76 %   |
| молдовська | 1,38 %   |
| білоруська | 0,08 %   |
| болгарська | 0,08 %   |

## Склад ради
Рада складається з 16 депутатів та голови.
- Голова ради: Шпарута Володимир Демянович
- Секретар ради: Бондар Тетяна Олександрівна

### Керівний склад попередніх скликань
| Прізвище, ім'я, по батькові  | Основні відомості                                                 | Дата обрання | Дата звільнення |
| ---------------------------- | ----------------------------------------------------------------- | ------------ | --------------- |
| Шпарута Володимир Дем'янович | Сільський голова, 1959 року народження, безпартійний              | 26.03.2006   | 31.10.2010      |
| Шпарута Володимир Демянович  | Сільський голова, 1959 року народження, освіта вища, безпартійний | 31.10.2010   |                 |

Примітка: таблиця складена за даними сайту Верховної Ради України

### Депутати
За результатами місцевих виборів 2010 року депутатами ради стали:

#### За суб'єктами висування
| Суб'єкт висування                                       | Кількість обраних депутатів | %    |
| ------------------------------------------------------- | --------------------------- | ---- |
| Партія регіонів                                         | 7                           | 43,8 |
| Соціалістична партія України                            | 5                           | 31,3 |
| Політична партія Всеукраїнське об'єднання «Батьківщина» | 2                           | 12,5 |
| Політична партія «Фронт Змін»                           | 1                           | 6,3  |
| Самовисування                                           | 1                           | 6,3  |

#### За округами
| № округу                                                | Прізвище, ім'я, по батькові       | Дата визнання обраним | Освіта  | Партійна приналежність                        | Відомості про обраного депутата   |
| ------------------------------------------------------- | --------------------------------- | --------------------- | ------- | --------------------------------------------- | --------------------------------- |
| Партія регіонів                                         |                                   |                       |         |                                               |                                   |
| 2                                                       | Желіховський Юрій Анатолійович    | 01.11.2010            | середня | член Партії регіонів                          | загальноосвітня школа, кочегар    |
| 5                                                       | Цуркаль Віктор Георгійович        | 01.11.2010            | середня | член Партії регіонів                          | приватний підприємець «Цуркаль»   |
| 7                                                       | Борисюк Олександр Григорович      | 01.11.2010            | середня | член Партії регіонів                          | КСП «Ракулове», бригадир          |
| 8                                                       | Буяновська Вікторія Володимирівна | 01.11.2010            | середня | член Партії регіонів                          | тимчасово не працює               |
| 9                                                       | Каташинський Микола Сергійович    | 01.11.2010            | середня | член Партії регіонів                          | тимчасово не працює               |
| 13                                                      | Завалевський Юрій Омелянович      | 01.11.2010            | середня | член Партії регіонів                          | АГРОсад, зав током                |
| 14                                                      | Сердега Віктор Валентинович       | 01.11.2010            | середня | член Партії регіонів                          | тимчасово не працює               |
| Політична партія Всеукраїнське об'єднання «Батьківщина» |                                   |                       |         |                                               |                                   |
| 6                                                       | Дудник Сергій Петрович            | 01.11.2010            | середня | член Всеукраїнського об'єднання «Батьківщина» | приватний підприємець             |
| 11                                                      | Борисюк Михайло Дмитрович         | 01.11.2010            | середня | член Всеукраїнського об'єднання «Батьківщина» | тимчасово не працює               |
| Політична партія «Фронт Змін»                           |                                   |                       |         |                                               |                                   |
| 10                                                      | Орленко Ольга Петрівна            | 01.11.2010            | середня | член Політичної партії «Фронт Змін»           | магазин с. Акулове, продавець     |
| Соціалістична партія України                            |                                   |                       |         |                                               |                                   |
| 3                                                       | Черноус Андрій Васильович         | 01.11.2010            | середня | член Соціалістичної партії України            | тимчасово не працює               |
| 4                                                       | Прокопенко Світлана Володимирівна | 01.11.2010            | середня | член Соціалістичної партії України            | продовольчий магазин, завідувачка |
| 12                                                      | Перхняк Олена Миколаївна          | 01.11.2010            | середня | член Соціалістичної партії України            | відділення зв'язку, листоноша     |
| 15                                                      | Лопатюк Ольга Борисівна           | 01.11.2010            | середня | член Соціалістичної партії України            | приватний підприємець             |
| 16                                                      | Кузьмін Віктор Іванович           | 01.11.2010            | середня | член Соціалістичної партії України            | ТОВ «ВВ» АГРО, комбайнер          |
| Самовисування                                           |                                   |                       |         |                                               |                                   |
| 1                                                       | Бондар Тетяна Олександрівна       | 01.11.2010            | вища    | позапартійна                                  | сільська рада, секретар           |